# Алойзій Гонзага
Святий Алойзій Гонзага, S.J. (також Луїджі Гонзага, італ. Luigi Gonzaga, 9 березня 1568, Кастільйоне-делле-Стів'єре, Священна Римська імперія — 21 червня 1591 (23 роки), Рим, Папська держава) — монах, покровитель молоді.

## Родовід
|  |                        |  |  |  |  |  |  |  |  |  |  |  |  |  |  |  |
|  | Алойзій Гонзага        |  |  |  |  |  |  |  |  |  |  |  |  |  |  |  |
|  |                        |  |  |  |  |  |  |  |  |  |  |  |  |  |  |  |
|  |                        |  |  |  |  |  |  |  |  |  |  |  |  |  |  |  |
|  | Феррант Гонзага        |  |  |  |  |  |  |  |  |  |  |  |  |  |  |  |
|  |                        |  |  |  |  |  |  |  |  |  |  |  |  |  |  |  |
|  |                        |  |  |  |  |  |  |  |  |  |  |  |  |  |  |  |
|  | Катерина Ангісола      |  |  |  |  |  |  |  |  |  |  |  |  |  |  |  |
|  |                        |  |  |  |  |  |  |  |  |  |  |  |  |  |  |  |
|  |                        |  |  |  |  |  |  |  |  |  |  |  |  |  |  |  |
|  | Святий Алойзій Гонзага |  |  |  |  |  |  |  |  |  |  |  |  |  |  |  |
|  |                        |  |  |  |  |  |  |  |  |  |  |  |  |  |  |  |
|  |                        |  |  |  |  |  |  |  |  |  |  |  |  |  |  |  |
|  | Марта Тана             |  |  |  |  |  |  |  |  |  |  |  |  |  |  |  |
|  |                        |  |  |  |  |  |  |  |  |  |  |  |  |  |  |  |
|  |                        |  |  |  |  |  |  |  |  |  |  |  |  |  |  |  |

## Життєпис
Про св. Алойзія свого часу казали «цнотливий, хоч і Гонзага». Це свідчило, що рід не славився моральністю. Дідуся Луїджі підозрювали в убивстві герцога Урбіно, а його рідний брат Родольфо був убитий на порозі церкви за те, що отруїв дядька, аби заволодіти його замком. Малий Луїджі зростав як паж при дворі Медичі, де брав участь у похоронах дружини брата Великого герцога, яку той заколов з ревнощів, а незабаром і сама Велика герцогиня «померла від розриву серця», бо її чоловік не приховував зв'язку з патриціанкою.
Він усе прекрасно розумів. І тому присвятив себе Діві Марії для повної чистоти, як йому було дев'ять років, усвідомлюючи, що означає ця обітниця.
У 1581 році разом з братами та вдовою імператора Максиміліана II прибув до двору короля Філіпа II у Мадриді. 
У 1583 під впливом родича, кардинала Барромео Луїджі вирішив стати єзуїтом. Однак батько був проти, оскільки старший син — спадкоємець, надія сім'ї. До того моменту, коли батьки побачили крізь щілину дверей, як юнак бичує себе до крові.
4 листопада 1585 року, маючи при собі лист до Генерала єзуїтів, Луїджі вирушив у путь. Перебування у Товаристві не було для нього суворою школою, радше навпаки: ті пости, які він раніше сам на себе накладав, йому заради послуху відміняли, а на молитви забороняли вставати, щоб голова не боліла. Він, який звик до наполегливого тривання у зосередженій молитві, казав, що йому набагато важче тримати свої думки розпорошеними, ніж зосередженими на Богові. В ордені він присвятив себе перш за все догляду за хворими у лікарні Святого Духа в Римі. Також він надавав пастирську опіку молоді та піклувався про достойне поховання бідняків.
Усього п'ять років Луїджі Гонзага прожив як брат-послушник у єзуїтів, і помер під час епідемії, що вибухнула 1590 року. Тиф його обійшов, а ось догляд за хворим на чуму коштував йому життя. Зі свого ліжка святий юнак підводився тільки щоб стати навколішки перед Розп'яттям. А на дорікання, що він витрачає на це останні сили, відповідав: «Це стояння на моєму Хресному Шляху». Він казав усім: «Я відходжу щасливий», а матері в останньому листі написав: «Не плачте як за мертвим — за тим, кому дано вічно жити перед Господом».

## Канонізація
Папа Павло V проголосив Алойзія Гонзагу блаженним вже 1605 року, і мати була на беатифікації сина.
Канонізація відбулася 1726 року, 1729 року Папа Бенедикт ХІІІ проголосив св. Алойзія Гонзагу покровителем молоді, зокрема студентів.
У 1926 році Папа Пій XI затвердив його покровителем усієї християнської молоді та студентів. 
У 1991 році Папа Іван Павло II запропонував його як покровителя боротьби зі СНІДом.
В іконографії представлений у єзуїтській сутані та білій комжі, його атрибути — череп, Дитя Ісус на руках, священницька митра в ногах, лілія, хрест.
День спомину в РКЦ - 21 червня.
В Кастільйоне-делле-Стів'єре є Санктуарій Сан-Луїджі, в якому зберігається реліквія черепу святого.